# الحرب السطحية

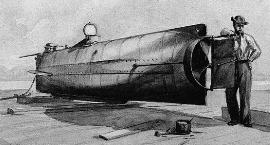
رسم لأول غواصة H. L. Hunley أغرقت سفينة العدو أثناء القتال

حرب الغواصات (بالإنجليزية: Submarine warfare )‏ مقسمة إلى ثلاث مناطق للعمليات العسكرية: حرب برية، حرب جوية وحرب بحرية. تضم كل منطقة المنصات والاستراتيجيات المتخصصة المستخدمة لاستخدام المزايا التكتيكية الفريدة من نوعها. كذلك تتضمن حرب الغواصات السفن السطحية.
الحرب البحرية الحديثة مقسمة إلى أربع مناطق للعمليات العسكرية: الحرب السطحية، والحرب الجوبة، وحرب الغواصات، وحرب المعلومات. تشمل كل منطقة منصات واستراتيجيات متخصصة تُستخدم لاستغلال المزايا التكتيكية الفريدة والمتأصلة في هذا المجال. تتضمن الحرب السطحية السفن السطحية.

## الوصف
يعود تاريخ الحرب السطحية الحديثة إلى منتصف القرن العشرين، حين مُزجت عناصر الحرب السطحية والحرب الجوية وحرب الغواصات معًا لتصبح وحدة تكتيكية، من أجل تحقيق الأهداف الاستراتيجية. إن أهم هدفين استراتيجيين في مبدأ البحرية الأمريكية هما الاعتراض والسيطرة على البحر.
- الاعتراض هو عملية يُعترض فيها عدو يمر عبر الموقع. على سبيل المثال، تركزت الأهداف البحرية الألمانية ضد بريطانيا خلال معركة الأطلسي في الحرب العالمية الثانية بشكل أساسي على منع السفن من الوصول سليمة مع حمولاتها.
- السيطرة على البحر هي هيمنة القوة على منطقة معينة تمنع القوات البحرية الأخرى من العمل بنجاح. على سبيل المثال، كانت مهمة أساطيل الحلفاء في المحيط الأطلسي خلال الحرب العالمية الثانية الحفاظ على مراقبة البحر ومنع قوات المحور البحرية من العمل. يُعد سلاح منع دخول المنطقة معارضة لسيطرة العدو على البحر، دون أن يشكل محاولة للسيطرة على البحر.

تتولى السفن السطحية عمليات الحرب السطحية (إس يو دبليو)، والتي تشمل الحرب المضادة للسطح (إيه إس يو دبليو)، والدفاع الجوي (إيه إيه دبليو)، والحرب المضادة للغواصات (إيه إس دبليو)، والدعم المدفعي البحري (إن جي إف إس)، والعمليات النهرية، وحرب الألغام، والحرب الإلكترونية.
في النصف الثاني من القرن العشرين، قلت أهمية القوة السطحية البحرية بظهور قدرات منصات الحرب الجوية وحرب الغواصات. استُفيد من هذا الدرس في الوطن من خلال النتائج المدهشة لمعركة تارانتو، ومعركة بيرل هاربر، وغرق برينس أوف ويلز وريبولس.
تطلبت القذائف المضادة للسفن تكتيكات ومذاهب جديدة في أعقاب الحرب العالمية الثانية. باتت قوارب القذائف الصغيرة والسريعة والرخيصة نسبًيا تشكل تهديدًا للسفن الكبيرة، وهي أكثر خطورة من قوارب الطوربيد السابقة. ثَبُت صحة ذلك عندما قضت قوارب القذائف المصرية على المدمرة الإسرائيلية إيلات في 20 أكتوبر عام 1967.
في القرن الحادي والعشرين، بُرهنت أهمية تكوّن البحرية الحديثة من المنصات الثلاث (السطحية، والجوية، ومنصة الغواصات) حتى تكون فعالة في إسقاط القوة البحرية والحفاظ على سيطرة بحرية المياه الزرقاء.

## السفن
تشمل السفن المقاتلة السطحية البوارج، وحاملات الطائرات، والطراريد، والمدمّرات، والفرقاطات، وغيرها. تشمل المقاتلات السطحية أيضًا سفن حرب الألغام، وسفن القيادة البرمائية، وسفن الدفاع الساحلية، والسفن الهجومية البرمائية، والعديد غيرها. السفن الداعمة (أي السفن غير القتالية) هي أحد الجوانب المهمة للحرب البحرية، وتشمل: سفن الشحن، وباخرات نقل النفط، وسفن المستشفيات، والقاطرات، وناقلات القوات، وغيرها. تُنظّم جميع أنواع السفن داخل حاملات المجموعات القتالية في نموذج البحرية الأمريكية، وهو المنتشر في العالم حاليًا.